# Mnetěš
Mnetěš (dříve také Netěš) je obec v okrese Litoměřice v Ústeckém kraji. Leží zhruba sedm kilometrů jižně od Roudnice nad Labem, pod jižním úpatím hory Říp. Celá vrcholová část hory od okružní stezky výše náleží právě ke katastrálnímu území Mnetěš. V obci žije 588 obyvatel.

## Historie
| „ | Když r. 1138 biskup Jindřich Zdík pouť do sv. země vykonav, členy řádu praemonstratského, tak zvané „bílé kněze" do Čech uvedl, vydobyl jim na knížeti kromě jiných darů také ves Mnetěš (nynější Netěš) pod Řipem s celým kopcem i chrámcem Řipským. | “ |

První písemná zmínka o obci pochází z roku 1226.

## Obyvatelstvo
|           | 1869 | 1880 | 1890 | 1900 | 1910 | 1921 | 1930 | 1950 | 1961 | 1970 | 1980 | 1991 | 2001 | 2011 | 2021 |
| --------- | ---- | ---- | ---- | ---- | ---- | ---- | ---- | ---- | ---- | ---- | ---- | ---- | ---- | ---- | ---- |
| Obyvatelé | 575  | 652  | 686  | 703  | 700  | 675  | 737  | 611  | 589  | 546  | 493  | 416  | 459  | 538  | 550  |
| Domy      | 99   | 110  | 109  | 121  | 125  | 129  | 157  | 171  | 159  | 160  | 148  | 183  | 189  | 202  | 221  |

## Obecní symboly
Znak a vlajka byly obci uděleny rozhodnutím předsedy Poslanecké sněmovny Parlamentu České republiky dne 7. října 2003.

## Pamětihodnosti
- Rotunda svatého Jiří na vrcholu hory Říp
- Usedlost čp. 86